# Enexio
ENEXIO Management GmbH (ehemals GEA Heat Exchangers) mit Sitz in Herne ist ein Anlagenhersteller, der sowohl Kühlsysteme für die Prozess- und Kraftwerksindustrie als auch Komponenten für die Wasser- und Abwasserbehandlung fertigt.
Das Unternehmen wurde 1920 als GEA (Gesellschaft für Entstaubungsanlagen) gegründeter. Nach Fusion mit der Metallgesellschaft zur GEA Group 1999 und Ausgliederung wesentlicher Teile der ehemaligen GEA in GEA Heat Exchangers, erfolgte der Verkauf GEA Heat Exchangers 2014 an den Investor Triton Partners, der das Unternehmen in mehrere Gesellschaften aufspaltete: der Bereich Kühlsysteme für Bereich der luftgekühlten Kondensatoren, Kühltürme und deren Service, sowie als auch der Bereich Wasseraufbereitung wird unter Namen Enexio aufgestellt.

## Geschichte
Die Aktivitäten des heutigen Unternehmens gehen zurück auf 1935 als Otto Happel, in Zusammenarbeit mit dem Ingenieur Kurt Lang, luftgekühlte Kondensatoren für stationäre Dampfturbinen entwickelte und damit den Grundstein des Unternehmens GEA legten.
1999 wurde GEA von der mg technologies (Nachfolgerin des Unternehmens Metallgesellschaft) aufgekauft, die 2005 in GEA Group umbenannt wurde.
2010 bündelte GEA Group seine gesamten Wärmetauscher-Aktivitäten in einem Segment („HX“ oder GEA Heat Exchangers).
2014 wurde GEA Heat Exchangers von Triton Partners erworben. Triton spaltete in der Folge das Unternehmen in mehrere Gesellschaften auf: Die Prozess- und Kraftwerks Kühlturmsparte wird separat und unabhängig voneinander unter der weltweit eingetragenen Wortmarke ENEXIO fortgeführt. Die anderen Segmente der ehemaligen GEA Heat Exchangers Gruppe arbeiten unter den Namen DencoHappel und Kelvion.
Am 29. Juni 2017 wurde die herausragende Markenführung seit der Einführung vom 30. November 2015 in der Kategorie „Machines & Engineering“ vom Rat für Formgebung mit der Auszeichnung als „German Brand Award Winner 2017“ ausgezeichnet.
2020 verkaufte Gea Enexio Ungarn an MVM Energy oder MVM Group, Ungarns größtes Energieunternehmen.